# Oybin
Oybin (alt sòrab: Ojbin) és un municipi alemany que pertany a l'estat de Saxònia. Després de la derrota dels exèrcits protestants pels Habsburg en la batalla de la Muntanya Blanca el 1620, molts txecs protestants hi van trobar refugi creuant la frontera a les muntanyes d'Alta Lusàcia. Comprèn els districtes d'Oybin, Hain i Lückendorf.

## Evolució demogràfica
| Any  | Població |
| 1834 | 700      |
| 1871 | 735      |
| 1890 | 679      |
| 1910 | 784      |
| 1925 | 1.157    |
| 1939 | 1.067    |
| 1946 | 1.600    |
| 1950 | 1.693    |
| 1964 | 1.570    |
| 1990 | 1.204    |
| 2000 | 1.667    |
| 2007 | 1.546    |